# Ріденгайм
Ріденгайм (нім. Riedenheim) — громада в Німеччині, розташована в землі Баварія. Підпорядковується адміністративному округу Нижня Франконія. Входить до складу району Вюрцбург. Складова частина об'єднання громад Реттінген.
Площа — 23,99 км2. Населення становить 704 ос. (станом на 31 грудня 2020).